# Nelma Jalil
Aisa Nelma Drake de Jalil (-Rosario, 10 de septiembre de 2008) fue una activista argentina por los derechos humanos y cofundadora de Madres de la Plaza 25 de Mayo, la sección rosarina de Madres.

## Breve reseña
Fue una de las fundadoras de "Familiares de Desaparecidos y Detenidos por Razones Políticas de Rosario" y hasta su deceso se desempeñó como presidenta de la "Asociación Madres de la Plaza 25 de Mayo". Junto a otras integrantes de Madres Rosario, como Esperanza Labrador, Elvira Finsterwald e Irma Molina, empezó viajando a Buenos Aires, a marchar con las Madres de Plaza de Mayo. Más adelante, comenzaron la misma ronda de reclamo en la ciudad de Rosario y así surgió el movimiento Madres de Plaza 25 de Mayo de Rosario, en los '80.
Sufrió la desaparición de su hijo Sergio Jalil, militante de la Juventud Peronista (JP). Nelma Jalil y Esperanza Labrador fueron las primeras madres que a solas comenzaron la caminata alrededor de la plaza 25 de Mayo, en plena dictadura militar.

### Sergio Jalil y Estela Miguel
Sergio Abdo Jalil había nacido en Rosario, el 6 de febrero de 1956. El 15 de octubre de 1976, en horas de la tarde, fue secuestrado en la vía pública. Según testimonios de ex detenidos, fue visto en el Servicio de Informaciones de Rosario. Fue asesinado junto a otras seis personas en el operativo conocido como Masacre de Los Surgentes. Al momento de su muerte tenía 20 años de edad. Su caso fue excluido de la causa Díaz Bessone.
Al momento de su secuestro, Sergio se encontraba con Estela Miguel, que fue asesinada en el lugar.

## Homenaje de la Cámara de Diputados
La Cámara de Diputados de la Nación resolvió el 18/09/08 expresar su profundo pesar por el fallecimiento de la Sra. Nelma Drake de Jalil, fundadora del organismo de Derechos Humanos "Familiares de Desaparecidos y Detenidos por razones políticas de Rosario", presidenta de la "Asociación Madres de la Plaza 25 de Mayo" e infatigable luchadora por los derechos humanos.